# Dagestanskije Ogni
Dagestanskije Ogni (russisch Дагестанские Огни) ist eine Stadt in der nordkaukasischen Republik Dagestan mit 27.923 Einwohnern (Stand 14. Oktober 2010).

## Geografie
Die Stadt liegt am Nordostrand des Großen Kaukasus etwa 120 km südöstlich der Republikhauptstadt Machatschkala am Derbenter Kanal, einem entlang der hier etwa fünf Kilometer entfernten Küste des Kaspischen Meeres verlaufenden Bewässerungskanals.
Dagestanskije Ogni ist der Republik administrativ direkt unterstellt.
Die Stadt liegt an der auf diesem Abschnitt im Jahre 1900 eröffneten Hauptstrecke der Nordkaukasus-Eisenbahn Rostow am Don–Machatschkala–Baku (Streckenkilometer 2403 ab Moskau). Durch Dagestanskije Ogni führt auch die Fernstraße M29 Rostow am Don–aserbaidschanische Grenze.

## Geschichte
Dagestanskije Ogni entstand 1914 im Zusammenhang mit der Errichtung eines Glaswerks, erhielt 1938 den Status einer Siedlung städtischen Typs und 1990 das Stadtrecht. Der Ortsname steht für Dagestanische Feuer und bezieht sich auf das hier vorkommende Erdgas, welches ursprünglich für den Betrieb des Glaswerkes verwendet wurde.

### Bevölkerungsentwicklung
| Jahr | Einwohner |
| ---- | --------- |
| 1939 | 4.278     |
| 1959 | 6.814     |
| 1970 | 10.444    |
| 1979 | 12.598    |
| 1989 | 21.676    |
| 2002 | 26.346    |
| 2010 | 27.923    |

Anmerkung: Volkszählungsdaten

## Wirtschaft
Wichtigstes Unternehmen der Stadt ist das Glaswerk, welches hauptsächlich Fensterglas herstellt. Daneben gibt es Bauwirtschaft, Teppichherstellung und Weinerzeugung.